# 태안군의 지질

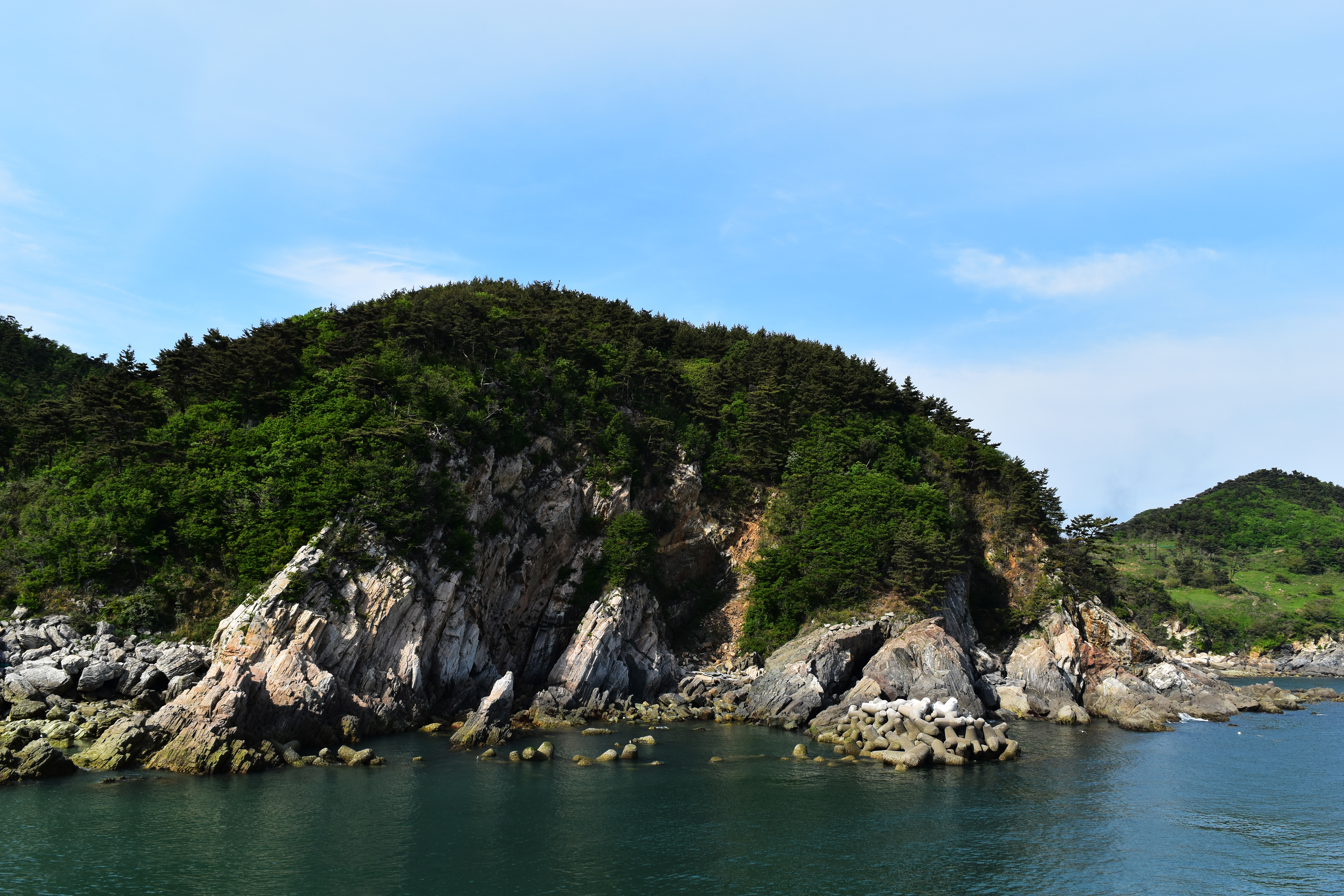
가의도 해안의 암벽. 호상편마암이 절리와 습곡을 이루고 있다.

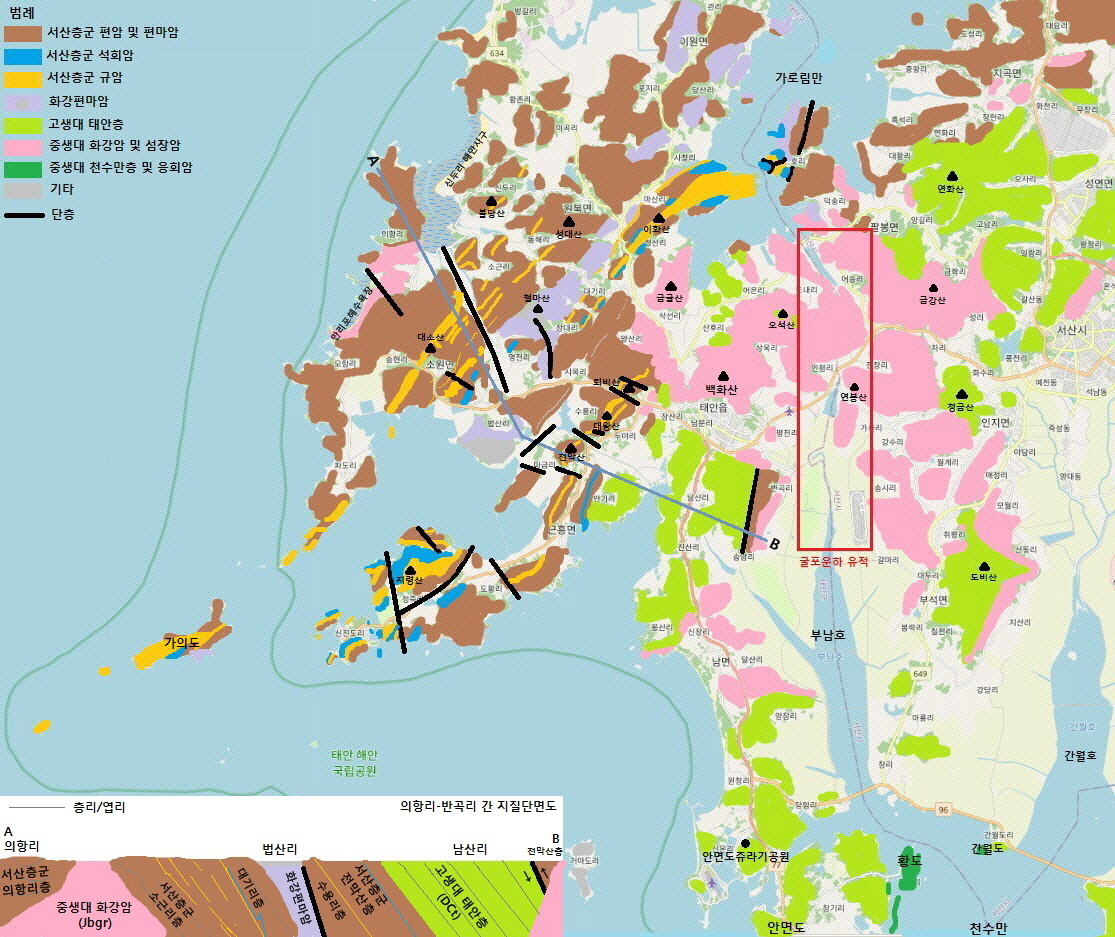
태안군, 서산시 일대의 지질 분포도

본 문서에서는 충청북도 태안군의 지질과 서산층군, 태안층 등 퇴적암 지층 및 태안군에 발달하는 광물과 지하자원 대해 설명한다. 

## 개요
경기 육괴 남서부에 위치한 태안군은 서산층군이리고 명명된 선캄브리아기의 변성퇴적암류가 대부분을 차지하며, 안면도 지역은 선캄브리아기 혹은 고생대의 퇴적암층 태안층으로 이루어져 있고, 대보 화강암이 서산시와의 경계 지역에 조금 분포한다. 1:5만 지질도폭 상으로,
- 대산·이곡 지질도폭(1982) 서부 (이원면, 원북면 북부)[4]
- 서산·모항 지질도폭(1982) 서부 (태안읍, 원북면 남부, 소원면, 근흥면)[5]
- 안면도·원산도·황도·외연도·호도 지질도폭(2015) (안면도)[6]

## 선캄브리아기서산층군
선캄브리아기 서산층군(Seosan group)은 태안군 북서부 근흥면과 소원면, 원북면, 이원면 지역에 분포하는 변성퇴적암 지층이다. 서산층군은 밑에서부터 의항리층, 소근리층, 대기리층(이북리층), 수용리층, 전막산층으로 구분된다.

## 기타 선캄브리아기 암석

### 화강편마암
화강편마암(PCEgn; Precambrian granitic gneiss)은 가의도 일부 지역, 소원면 법산리의 거의 전 지역과 소원면 영전리, 철마산(213.5 m) 주변에서 원북면 장대리 북서부와 소원면 소근리 남동부, 반계리 남동부와 이원면 사창리에 이르는 지역에 전체적으로 북동 방향으로 분포한다. 반계리 일대에서는 서산층군의 분포 방향 및 편리에 나란하게 북동 방향으로 놓인다. 화강편마암은 서산층군을 관입하였으며 대체로 세립 내지 중립질이고 흑운모의 함량이 많은 편이며 주위의 편암류들과 마찬가지로 편리를 잘 발달시킨다. 대체로 북동 30°의 주향에 남동 50°의 경사를 가진다. 본 암석은 주로 석영, 장석, 사장석, 흑운모로 구성되며 저어콘과 인회석, 방사성 광물을 수반한다. 흑운모의 절대 연령은 1억 8천만년 전으로 이는 이 지역 변성암류가 받은 광역 변성 작용의 절정기를 지시한다.

### 고원생대 운모편암
고원생대 운모 편암(PPrms; Paleoproterozoic mica schist)은 고남면 면사무소 주변 산지 그리고 고남리 남쪽 끝 지역에 분포한다. 지층은 흑운모편암, 석영편암, 각섬석편암, 규암, 변성 사질암, 대리암, 각섬암 등 다양한 암석이 호층을 형성한다. 안면도 고남면 가경주 해안가와 영목항에서 흑운모 편암과 석영 편암의 호층이 잘 관찰된다. 대리암은 고남면 고남리 옷점항에서 소규모로 분포하는데 이 지역에서 대리암은 심하게 습곡을 받았으며, 각기 관입시기가 다른 엽리상 각섬암과 괴상(塊狀) 각섬암의 관입을 받고 있다.

### 고원생대 석영편암
고원생대 석영편암(PPrqs; Paleoproterozoic quartz schist)은 고남리 남동부 산지 지역에 분포하며 석영 편암 또는 규암으로 구성되고 운모 편암 상위에 놓인다. 석영 편암은 주로 변성된 석영 입자들로 구성되며 엽리가 발달한다. 규암 내지 석영 편암은 안면읍 고남면 누동리 구매항 주변으로 해안가를 따라서 상당히 두껍게 발달한다.

### 엽리상 섬장암
엽리상 섬장암(Neoproterozoic syenite)은 안면도 고남면 옷점항 부근에서 북동 방향으로 관입하였으며 관입 연대는 751 Ma (신원생대 토노스기)이다. 섬장암은 석영편암 및 운모편암과 함께 압쇄 작용을 받았으며, 정방향–우수향(normal–dextral sense)의 전단 감각을 나타낸다.

## 신진도와 가의도의 지질

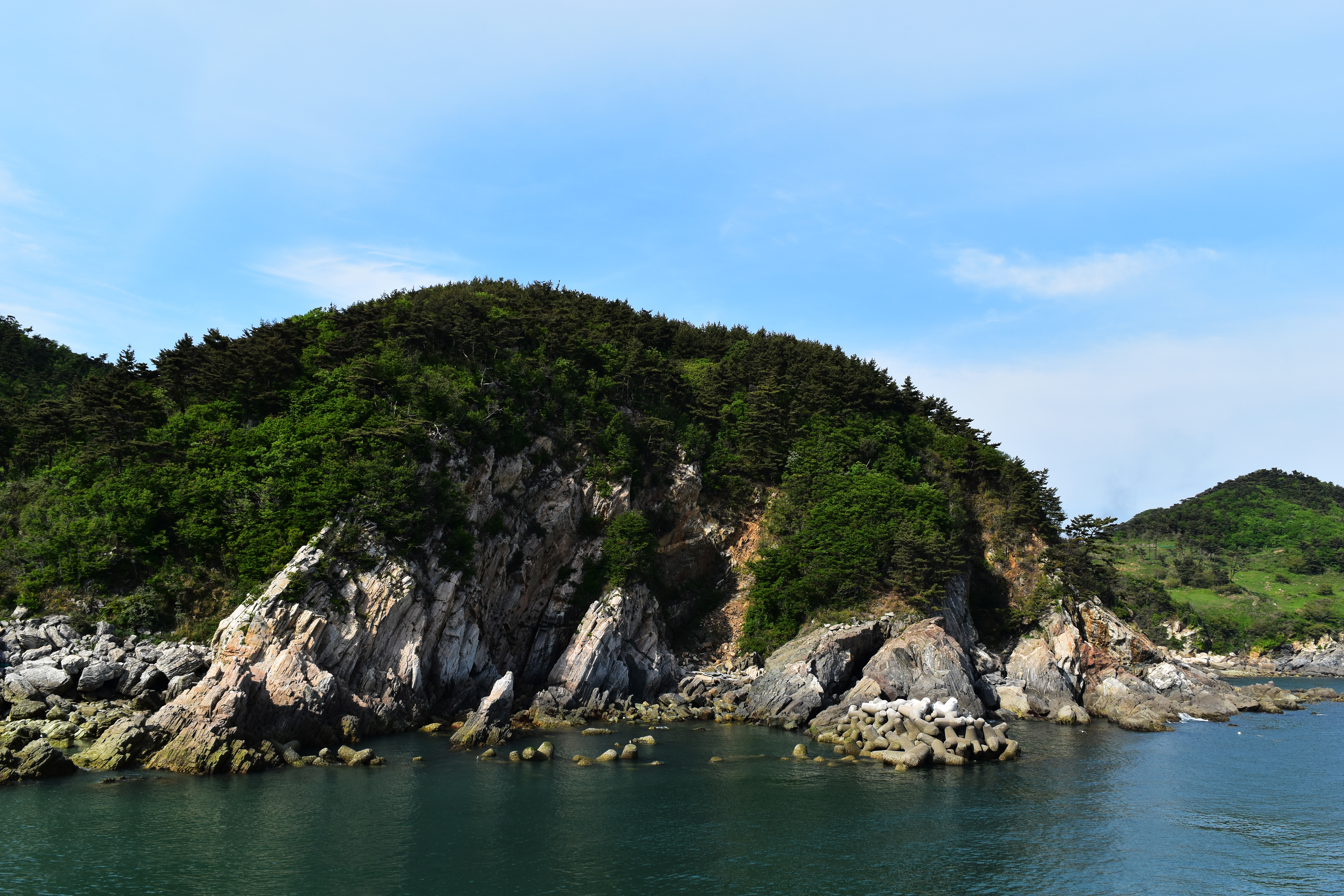
가의도 해안의 암벽. 호상편마암이 절리와 습곡을 이루고 있다.

근흥면 신진도와 가의도에는 서산층군 소근리층, 대기리층의 규암, 석회암, 호상 편마암 등이 분포한다. 규암은 침식에 매우 강한 편이지만 석회암은 침식에 매우 약하며 편마암 역시 규암처럼 침식에 강하지는 않다. 따라서 오랜 세월 파도의 침식을 받게 되면 약한 부분이 먼저 침식되고, 이와 같은 차별 침식 과정을 통해 만들어진 것이 신진도와 가의도 곳곳에 있는 독립문바위, 사자바위, 여자바위, 코바위 같은 기암괴석이다. 규암이 많이 분포하는 지역은 모서리가 거칠고 각이 져 있는 해식 절벽의 모습을 보인다.

## 고생대

### 태안층과안면도 꽃지 할미 할아비 바위
태안층은 고생대에 형성된 저변성 퇴적암으로 서산층군을 부정합으로 덮으며, 안면도의 거의 전 지역과 남면 신온리, 당암리, 양잠리 중·남부, 몽산리, 진산리, 태안읍 남산리, 송암리 북서부, 장산리 남동부, 근흥면 안기리 동부 지역에 분포한다. 이 암석은 기저부의 괴상(塊狀)사암, 상향세립화, 엽상 층리(parallel laminated) 또는 사층리(cross laminated) 사암과 엽상 층리가 발달하는 실트암, 최상부에 심해/준심해 이암(Pelagic and hemipelagic muds) 등으로 구성된다. 고남면 일대에서는 편암류와 태안층의 경계를 따라서 쥐라기 복운모 화강암이 관입하였으며, 해역인 장고도와 고대도 사이에 편암류와 태안층의 경계가 놓인다. 변형 작용을 별로 받지 않은 태안층에도 일부 천매암 내에 파랑 습곡 구조가 발달한다.
안면도 꽃지 할미 할아비 바위는 태안군 안면읍 꽃지해수욕장에 있는 태안층 바위이다. 2009년 12월 9일 대한민국의 명승 제69호로 지정되었다. 꽃지 할미 할아비 바위는 넓은 꽃지해수욕장의 백사장과 할미 할아비 바위가 어우러져 아름다운 풍경을 연출하는 것으로 유명하다. 또한, 바위 뒤로 보이는 낙조의 경관이 뛰어난 것으로도 유명하다. 꽃지 할미 할아비 바위는 만조 때에는 바위섬이 되고, 간조 때에는 육지와 연결된 바위가 되어 여러 가지 경관을 볼 수 있다. 이 바위는 지질학적으로 고생대의 퇴적암 태안층으로 구성된다.

### 녹도층과태안 내파수도 해안지형

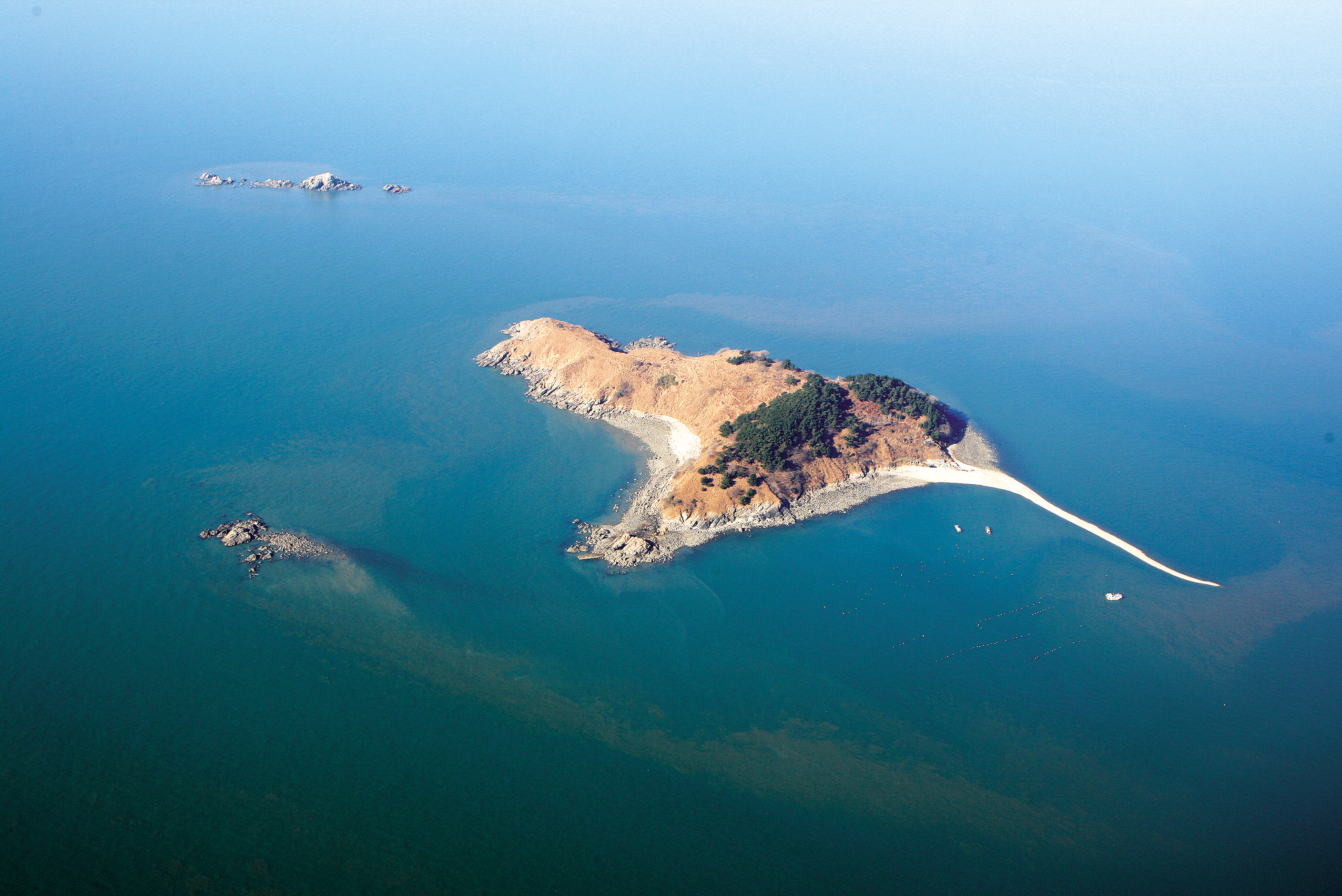
태안 내파수도 해안지형

녹도층은 안면도 서부 거아도, 외도, 내파수도 등지에 분포하는 퇴적암으로 이름 자체는 보령시 오천면 녹도리의 녹도에서 유래되었다. 녹도층은 조립/중립사암과 암적색/자홍색 세립암―이암 또는 세립사암―의 호층으로 구성되는 퇴적암이다. 외도 지역에서 녹도층은 동북동-서남서 방향의 주향을 보이고 안면도 지역에서 녹도층과 태안층의 관계는 단층 또는 경사 부정합일 가능성이 있다.
태안 내파수도 해안지형(泰安 內波水島 海岸地形)는 태안군 안면읍 방포항에서 남서쪽으로 약 9.7km 떨어져 있는 무인도 내파수도의 동쪽 해안에 발달한 약 300 m 길이의 자갈 해빈이 자연제방을 이루고 있어 아주 독특한 모양을 하고 있는 해안지형이다. 이 자연제방은 섬의 전 해안에서 생성된 자갈들이 겨울철 북서풍에 의해 일어나는 파도의 영향을 받아 섬의 동쪽에 모여서 형성된 것이다. 이는 적어도 수천 년 동안 형성되었으며 느린 속도로 계속 자랄 것으로 예상되는데, 밀물 때는 잠기고, 썰물 때에 드러난다.
사취(砂嘴) 또는 역취(礫嘴, gravel spit)는 파랑의 작용이 우세한 해안에 발달하는 퇴적체로서 흔히 해안의 돌출부로부터 바다로 연장되어 만입이나 하구를 가로막는 형태로 발달한다. 사취는 주로 모래와 자갈로 구성되나 자갈의 원마도는 그리 높지 않은 것이 일반적이다. 그러나 내파수도의 사취는 유례를 찾기 어려울 정도로 높은 원마도의 자갈들로 구성되어 있으며 그 분급(sorting) 또한 매우 양호하다는 점에서 매우 특징적이고 희귀한 현상이다. 자갈의 암석 구성이 대부분 규암과 편암 등 단단한 암석으로 이루어진 내파수도는 가파르면서 직선상으로 배열되어 있는 해안 암벽으로 둘러싸여 있다. 
직선상의 선상배열을 보이는 해안 암벽은 우리나라에서 많이 볼 수 있는 북동-남서 및 북서-남동 방향의 구조선으로 해수작용에 의해 많이 변형되지 못한 모습을 반영한다. 그렇지만 이 암벽들에서는 겨울 북서풍에 습기가 많은 해양성 환경에서의 강한 서릿발 작용으로 직경 15 cm 이내의 암설(巖屑)들이 해안 절벽으로부터 떨어져 나오고 있다. 이렇게 공급된 암설들은 해수에 원마되면서 이동·퇴적되어 역빈(礫濱 gravel beach)이 된다. 이 섬의 역빈은 섬 동남부 언저리에서 바다 쪽으로 마치 방파제를 연상케 하는 폭 30m에 길이 300m의 역취(礫嘴, gravel spit) 또는 역주(礫洲, gravel bar) 형태로 발달되어 있다. 이는 해안 암벽에서 서릿발작용으로 암설들이 공급되고 해류는 이들을 원활히 이동·퇴적시킬 수 있었기 때문에 발달될 수 있는 지형이다. 실제로 내파수도 동북부 해안은 특히 겨울에 강한 해류가 있는 곳이다. 또 만의 출입이 없는 직선상의 해안선도 이 해수 흐름을 원활케 하는 요인으로 작용한다. 1987년 8월 3일 충청남도의 기념물 제64호로 지정되었다가, 2009년 12월 11일 천연기념물 제511호로 승격, 지정되었다.

## 중생대
태안군 내에서 중생대의 암석은 관입암, 아주 조금 분포하는 화산암류 및 퇴적암 천수만층이 있다.

### 흑운모 화강암
흑운모 화강암(Jbgr; Jurassic biotite granite, 또는 대보 화강암)은 원북면 양산리 동부 지역과, 금굴산을 포함한 태안읍 삭선리 전 지역과, 백화산(284.7 m), 오석산(169 m), 무쇠산의 주변 지역에 분포한다. 또한 만리포해수욕장과 의항리 남부에도 소규모 분포하여 본 암석이 풍화된 모래와 더불어 이 지역에 해수욕장이 형성되었다. 본 암석은 조립질 내지 중립질의 괴상(塊狀) 화강암이며, 석영, 사장석, 미사장석, 정장석, 흑운모 등으로 구성되고 백운모, 저어콘, 인회석, 자철석 등이 수반된다. 만리포해수욕장 일대의 것은 석영, 사장석, 정장석, 흑운모로 구성된다.

### 섬장암
섬장암은 고남면 고남리 짚섬에 분포한다. 고원생대 운모 편암을 관입하였다. 고남 지역에서는 풍화가 심하고 노두가 불량하여 신선한 암체를 관찰하기는 어려우나 SHRIMP 분석결과 약 2억 3천만년 전에 정치된 것으로 밝혀진 바 있다.

### 석영섬장암
석영섬장암(TRqsy)은 태안군 남면 몽산리 동부와 신장리, 달산리, 양잠리 북부 지역에 분포한다. 남면 몽산리 일대에 분포하는 석영섬장암은 지르콘 분석 결과 관입연대가 2억 7700만 년 전으로 밝혀졌다.

### 각섬암
각섬암(Jhb; Hornblendite)은 태안군 남면 신온리 남쪽 드르니항 서쪽 안곰섬 일대에 북서– 남동 방향의 암맥으로 발달하며 태안층을 관입하고 있다. 일단 시대를 쥐라기로 놓았으나 추후 연구가 필요하다.

### 복운모 화강암
복운모 화강암(Jtmgr)은 원산도 고남면에서 태안층과 편암의 경계를 따라서 관입하였으며, 고남면 누동리에서 이 암체와 태안층은 누동 단층에 의해서 접한다. 태안군 고남면 장곡리 일대에 분포하는 복운모 화강암은 심하게 풍화되어 신선한 노두를 관찰하기 어려우며, 태안군 고남면 누동 단층 부근에 분포하는 복운모 화강암은 누동 단층의 영향으로 심하게 파쇄되었다. 이 암체의 관입 연대는 약 1억 7500만 년 전으로 측정되었다.

### 반려암
반려암(Jga)은 안면읍 장곡리 운여해수욕장 남쪽에 소규모로분포하며 태안층을 관입하고 있다. 야외에서 루페로 관찰하면 밝은 색의 장석과 어두운 색의 각섬석이 비슷한 비율로 분포하고 있다. 현미경 하에서 관찰하면 장석과 각섬석뿐만 아니라 석영, 휘석 등이 관찰된다.

### 천수만층
천수만층(Kc; choensuman (gulf) formation)은 천수만 분지를 채우고 있는 퇴적암이다. 천수만층을 구성하는 퇴적층은 주로 자홍색 이암을 교결물로 한 역암상이 우세하며 자홍색 사질 이암과 사암이 주종을 이룬다. 지역에 따라서는 암회색/회색 이암 및 사암이 자홍색 퇴적층 사이에 협재하기도 한다. 태안군 육상에서는 안면읍 창기리와 안면읍 정당리 해안 지역 그리고 누동 단층 부근에 아주 조금만 분포한다. 창기리 황도교에서 통샘골 즉, 쇠섬 서쪽을 잇는 해안 지역에서 천수만층은 태안층을 부정합으로 피복하고 있으며 두 지층의 경계면을 관찰할 수 있는 곳이 많다. 이 지역에서 천수만층은 자홍색 역암, 사암, 이암 등으로 구성되며 응회암에 피복되고 안산암에 의해 관입 당한 것으로 추정된다. 천수만층을 관입한 유문암과 안산암에서 추출한 지르콘의 SHRIMP 분석결과 109~111Ma 으로, 지질시대는 전기 백악기 알비세로 밝혀졌다.
태안군 지역은 아니지만, 안면도 맞은편에 있는 보령시 천북면 학성리 지역에서의 본 천수만층에서 보령 학성리 공룡발자국화석이 발견되었다. 안면도 지질도폭에서는 태안군에 위치한 천수만층의 화석에 대해서는 언급하지 않았으나 천수만 건너편 지역인 보령시에서 화석이 발견되었기 때문에 태안군 지역의 천수만층에서도 공룡 관련 화석이 발견될 수도 있다.

### 응회암
응회암(Ktf)은 천수만분지의 천수만층 퇴적이후 분지가 닫히는 과정의 화산활동의 결과로 생각되며 천수만 분지 북서쪽과 남쪽에 주로 분포한다. 태안군 내에서는 안면읍 황도리 전 지역과 안면읍 창기리 쇠섬, 물풀이섬, 정당리 안면암 근처 여우섬 등지에 분포한다. 황도 일대 화산암의 SHRIMP 분석결과 109~111Ma로 전기 백악기이다. 안면읍 정당리 안면암 일대에는 태안층 동쪽에서부터 여우섬과 조구널 사이에 응회암과 안산암, 유문암이 혼재한다.

### 안산암
안산암(Kan)은 은 창리와 창기리 일대, 고남면 누동리 곰섬 등 천수만분지 서쪽 경계 연변을 따라 암맥상 또는 소규모 관입체로 분포하는데 분지 경계를 따라 발생한 화산 활동의 일환이었던 것으로 보인다. 창기리 쇠섬 해변을 따라 드러난 노두에서 안산암은 유동 구조를 보이며 절리가 발달하기도 한다.

## 굴포운하
고려와 조선 시대에는, 곡창 지대인 호남 지방에서 생산되는 곡물을 서해안 바닷길을 통해 한양으로 운송했다. 그러나 곡물을 수송하는 조운로(漕運路)는 자연 재해가 심했으며, 특히 지금의 태안군 앞바다에 해당하는 안흥량 해역은 선박의 피해가 심한 곳이었다. 항해 기술이 발달하지 못해 외해로 나가는 것이 어려워 안흥량을 지나는 대신 태안 반도를 관통하는 방식인 운하를 건설하려 했다. 그 지역은 현재의 태안군과 서산시의 경계 지역에 해당한다.
1134년 고려 조정은 3 km 만 굴착하면 될 것이라 생각하고 공사에 들어갔으나 실패하였고, 조선에서 1412년부터 다시 시도하지만 1669년 다시 포기하고 만다. 모두 실패한 이유는, 토목 기술이 자연 환경과 지질을 극복하지 못했기 때문이다. 운하를 건설하려는 지역은 중생대 쥐라기에 형성된 단단한 대보 화강암 즉 흑운모 화강암(Jbgr)이 기반암으로 분포하고 있으며, 어렵게 뚫은 곳도 조류(潮流)의 작용으로 다시 메워졌기 때문이다.
운하를 건설하려는 시도가 실패로 끝나자 대안으로 선택한 것이 운하 굴착 구간의 양쪽에 조창(漕倉)을 설치하고 그 사이의 육로로 운송을 하는 설창육륜(設倉陸輪)이었다. 그러나 이 방식도 옮겨 싣는 과정에서 발생하는 보관비, 인건비 등의 비용의 증가로 부작용이 발생해 실패로 끝났다. 현재 굴포 운하터 주변에는 조창과 관련해 '창'(倉; 창고) 자가 붙은 지명이 일부 남아 있다.
또 다른 대안으로는 그 당시까지 육지의 돌출부로 남아 있었던 안면 반도를 굴착하여 천수만을 통과하게 함으로서 안전을 확보하는 것이었다. 1638년 현재의 안면읍 북쪽에 운하가 개설되어 이때부터 안면도는 섬이 되었다. 이 운하가 개설된 지역은 고생대의 퇴적암 지층 태안층(DCt)이 분포하는 곳이다.

### 단층
태안군에는 소규모의 단층들만이 발달된다. 이중 이름이 알려진 단층은 누동 단층 하나뿐이다.

### 누동 단층
누동 단층(Nudong Fault)은 안면도 고남면 누동리를 중심으로 북동-남서 방향으로 발달하는 좌수향 주향 이동 단층이다. 이 단층은 고생대 태안층과 쥐라기 복운모 화강암을 절단하며, 북동 33~35°의 주향을 보이고 거의 수직 단층이다. 단층을 따라서 5 m 내외의 단층 파쇄대가 발달하며, 파쇄대 내에는 좌수향의 이동 감각을 지시하는 전단대가 관찰된다. 북동 방향의 좌수향 단층들은 쥐라기의 화강암을 절단하고 있으므로, 그 형성 시기는 쥐라기 이후로 해석된다.

### 기타
- 가경주항에서 옷점항에 이르는 해안가에서는 북동 방향의 단층들과 이와 연관된 이차적인 북북동 방향의 단층들이 잘 관찰된다. 북북동 주향의 단층들은 북동 방향의 좌수향 단층에 수렴하며, 좌수향-정단층 성격의 이동감각을 보인다. 특히 이 지역은 편암의 다양한 암상과 이를 관입한 다양한 관입체들을 모두 관찰할 수 있는 연장성이 좋은 노두이다. 이 해안가에서는 편암류를 구성하는 석영편암, 운모편암, 대리암과 이를 관입한 엽리상 각섬암, 괴상(塊狀) 각섬암, 엽리상 섬장암(NPrfs) 등을 관찰할 수 있다. 더불어 북동 방향의 강한 좌수향 단층계를 관찰할 수 있다.[6]
- 안면읍 장곡리 사기점 마을 골짜기에는 역단층이 발달하며 서쪽 노두에서는 단층면과 단층끌림을, 동쪽 노두에서는 단층 끌림에 의해 발달한 횡와(橫臥) 습곡을 관찰할 수 있다.[6]
- 근흥면 정죽리와 도황리에는 서산층군 전막산층 호상 편마암(jb)의 분포를 규제하는 북서 및 북동 주향의 단층이 발달한다.[1]
- 근흥면의 퇴비산, 대왕산, 전막산, 남산 사이 지역에는 서산층군 전막산층 규암층(jq)을 변위시키는 서북서 주향의 단층들이 발달한다.[1]
- 태안읍 반곡리 지역에는 전막산층이 전막산 주변 분포 지역과 떨어져 고생대 태안층을 사이에 두고 독립적으로 분포하는데 이는 스러스트 단층에 의해 다시 출현한 것이다. 남동쪽으로 기울어 있는 이 단층은 화강암 분포 지역에서는 나타나지 않고 화강암에 의해 잠식당해 중생대 이전에 만들어진 단층으로 보인다.[5][1]
- 이외에 지질도 상으로 소원면, 원북면, 남면, 안면읍 지역 곳곳에 소규모 단층들이 발달한다.[1]

## 광상과 지하자원
태안군에서 가장 주요한 광상은 서산층군 소근리층 규암층에 발달한 철 광상(鑛床)이 있으며 이외에 석회암 광상 등이 있다.

### 소근리층 철광상
철 광상은 서산층군 소근리층 함철 규암층에 발달한다. 함철 규암은 석영, 적철석, 자철석으로 구성되며 미사장석도 함유된다. 광상은 규암 내에 대상(帶狀)이나 렌즈상(狀)으로 부존되며 모암의 층리나 편리에 평행하게 놓이는 변성 광상이다. 대략적으로 보아 소원면 파도리 북부 범양철산 지역, 대소산 삼간동지역, 동해리 지역이 고품위(高品位) 지역으로 간주된다. 지역별 평균 품위는 다음과 같다.
| 지역        | 전체 광폭 (m) | 전체 광화대폭 (m) | 평균 품위 (%) | 노두의 평균 광폭 (m) | 노두의 평균 광화대폭 (m) |
| ----------- | ------------- | ----------------- | ------------- | -------------------- | ------------------------ |
| 파도리      | 54.5          | 99.3              | 33.28         | 2.8                  | 5.2                      |
| 삼간동 북서 | 79.3          | 229.8             | 26.04         | 8.8                  | 25.5                     |
| 삼간동 남동 | 27.0          | 39.5              | 31.10         | 3.0                  | 4.4                      |
| 동해리      | 83.0          | 149.0             | 34.36         | 3.0                  | 5.5                      |

### 철마산 희토류 광상
태안군 소원면 영전리의 철마산(213.5 m) 일대의 지질은 선캄브리아기 소근리층과 대기리층 및 이를 관입한 화강편마암, 엽리상 흑운모화강암, 엽리상 운모화강암, 염기성암맥 및 산성암맥으로 구성되며, 희토류 광화작용이 화강암질편마암과 엽리상 운모화강암에서 관찰되었다. 화강암질편마암의 경희토류원소 함량은 란타넘(14.2~316 ppm, 세륨 204~672 ppm, 네오디뮴 11~240 ppm 등이다. 철마산 일대의 희토류 광물인 바스트나사이트(bastnaesite)와 퍼구소나이트(fergusonite)는 화강편마암과 엽리상 운모화강암 형성 시 희토류 원소 및 토륨이 구성광물 내에 소량 함유되어 있었으며 그 후 계속된 화성 활동 및 변성 작용에 의하여 기존 광물 내에 함유되어 있던 희토류 원소가 재농집되어 형성된 것으로 추정된다. 방사능 수치는 소근리층이 420 cps 이하, 화강편마암이 최대 2,200 cps이다.

## 같이 보기
- 한국의 지질
- 당진시의 지질
- 공주시의 지질
- 충주시의 지질
- 군산시의 지질
- 익산시의 지질